# Ла Мадлен
Ла Мадлен (фр. La Madeleine, Nord) град је у Француској, у департману Север.
По подацима из 1999. године број становника у месту је био 22.399.

## Демографија
| 1962.  | 1968.  | 1975.  | 1982.  | 1990.  | 1999.  | 2011.  |
| ------ | ------ | ------ | ------ | ------ | ------ | ------ |
| 23.381 | 23.203 | 20.999 | 22.115 | 21.601 | 22.399 | 22.221 |

## Партнерски градови
- Карст